# John Minsheu
John Minsheu (* 1560 in London; † 1627 ebenda) war ein britischer Linguist, Anglist, Romanist, Hispanist und Lexikograf.

## Leben
Minsheu (oder Minshew) war Sprachenlehrer in London. Er trat als Bearbeiter der Grammatik und des Wörterbuchs von Richard Perceval hervor. Seine bedeutendste Leistung ist das elfsprachige Wörterbuch Ductor in Linguas von 1617.

## Werke
- A Dictionarie in Spanish and English, first published by R. Percivale. Now enlarged  by J. Minsheu. Hereunto is annexed an ample English Dictionarie, with the Spanish words  adjoyned, London 1599, 1623; A dictionarie in Spanish and English  (London 1599). Estudio preliminar de Gloria Guerrero Ramos y Fernando Pérez Lagos, Málaga 2000
- A Spanish Grammar, first collected by R. Percivale, now augmented  by J. Minsheu . Hereunto are annexed Speeches, Phrases, and Proverbes, etc. (Pleasant Dialogues in Spanish and English, etc.), London 1599, 1623
- Ἡγεμων εἰς τας Γλωσσας, id est, Ductor in Linguas. The Guide into Tongues. Cum illarum harmonia, et etymologiis, Originationibus, Rationibus, et Derivationibus, in omnibus his undecim linguis, viz. 1. Anglica, 2. Cambro-Britanica, 3. Belgica, 4. Germanica, 5. Gallica, 6. Italica, 7. Hispanica, 8. Lusitanica seu Portugallica, 9. Latina, 10. Græca, 11. Hebræa, London 1617, Nachdruck New York 1978
- Vocabularium Hispanico-Latinum et Anglicum copiosissimum, etc. A most copious Spanish Dictionarie, with Latine and English, (and sometime other Languages) and enlarged with divers thousands of Words, London 1617
- Pleasant and delightfull dialogues in Spanish and English, London 1623; hrsg. von Jesús Antonio Cid, Madrid 2001, Alcalá de Henares 2002